# Mormântul actriței Aristizza Romanescu
Mormântul actriței Aristizza Romanescu este un monument istoric aflat pe teritoriul municipiului Iași.